# دندان‌پزشکی کودکان

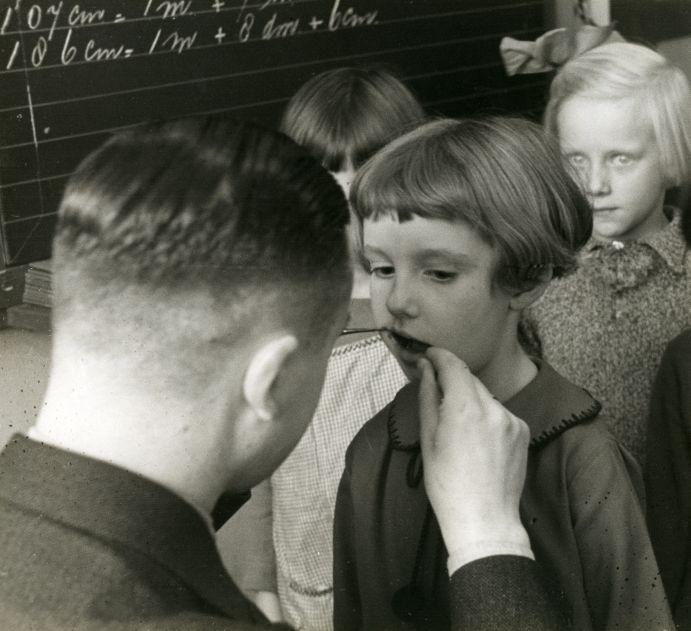
بازدید دندانپزشک از مدرسه - هلند سال ۱۹۳۵

دندانپزشکی کودکان شاخه‌ای از دندانپزشکی است که با بچه‌ها از کودکی تا نوجوانی سروکار دارد. این شاخه اولین بار توسط انجمن دندانپزشکی آمریکا، کالج سلطنتی دندانپزشکان کانادا و کالج سلطنتی جراحان دندانپزشک استرالیایی به عنوان تخصص شناخته شد.
این شاخه تمرکز خود را بر روی رشد کودک/نوجوان، صدمات بیماری‌ها و پیشگیری از وقوع آنها، مدیریت و روان‌پزشکی کودکان و بقیهٔ جنبه‌های این شاخه قرار می‌دهد. بعضی دندانپزشکان کار خود را تخصصی تر کرده و به معالجهٔ کودکان فلج مغزی، عقب افتادهٔ ذهنی و اوتیسم می‌پردازند.
دندانپزشکان عمومی در صورت تمایل می‌توانند دو یا سه سال تحت آموزش این رشته قرار بگیرند و مدرک تخصص دندانپزشکی کودکان را دریافت کنند. تفاوت دندانپزشکی عمومی با تخصص اطفال، خود بیانگر اعتماد و صداقتی است که برای کودکان در رابطه با دندانپزشکانشان قرار داده شده‌است. به‌طور کلی یکی از اجزای این رشته، روان‌شناسی کودک است. دندانپزشک کودکان باید در تزئین مطب، ارتباط با کودکان و آموزش راه‌های پیشگیری از پوسیدگی دندان دقت لازم را داشته باشند تا ملاقات‌های میان کودک و دندانپزشک، لذت بخش باشد.
دندانپزشکان کودکان، اهمیت خاصی برای پوسیدگی دندان قائل هستند. تحقیقات نشان می‌دهد که بهداشت دهان پایین در بچه‌ها منجر به اختلال در رشد کودک، عملکرد درسی ضعیف در مدرسه و همچنین روابط اجتماعی ضعیف می‌شود؛ بنابراین متخصصان اطفال، توصیه‌هایی در رابطه با تقویت دندان‌ها، عادت‌های غذایی سالم و سایر مواردی که مانع بیماری‌های دهان می‌شود، می‌کنند.

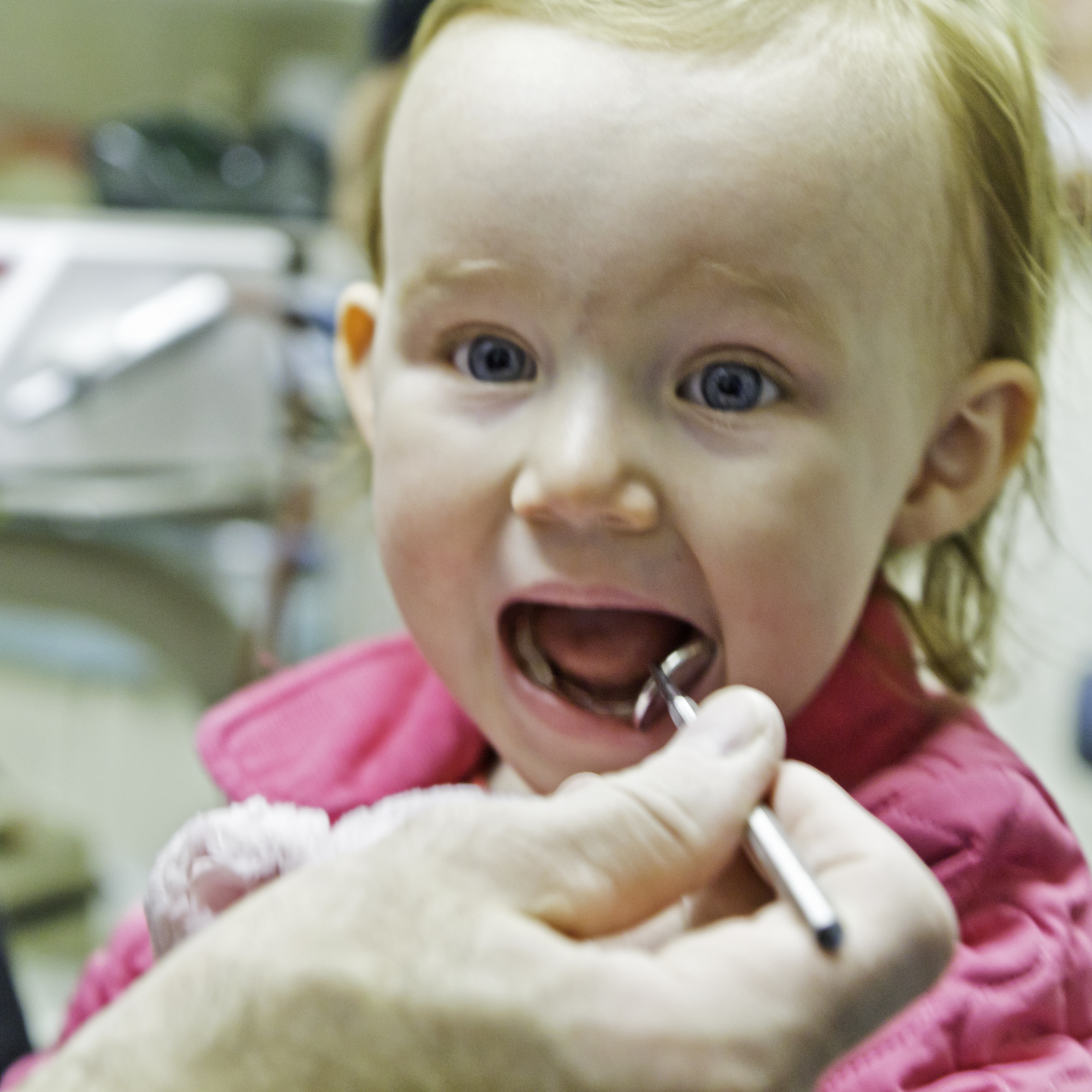
اولین ویزیت دندانپزشکی یک دختربچه

علاوه بر این، آن‌ها در راستای سلامت دندان‌های اولیه (دندان‌های شیری) فعالیت می‌کنند تا زمانی که این دندان‌ها بیفتند. علت اهمیت دندان‌های شیری به این خاطر است که به بچه‌ها اجازهٔ جویدن درست را می‌دهد و این به خودی خود موجب سلامت تغذیه‌ای کودک می‌شود؛ همچنین این دندان‌ها به یادگیری تکلم در کودک و حفظ فضای مورد نیاز برای رشد دندان‌های دایمی کمک می‌کند.
نقش دندانپزشک کودکان با ورود کودک به مرحلهٔ نوجوانی تغییر می‌کند. آن‌ها متوجه حس «پیش خود مجسم سازی» بیمارانشان می‌شوند بنابراین در راستایی فعالیت می‌کنند تا نیازهای این گروه سنی را نیز برآورده سازند. آن‌ها به بیمارهایشان اطلاعاتی در خصوص روکش‌های دندان و دندان‌های عقل، می‌دهند.
دندانپزشک کودکان، سلامت دندان‌های کودک را ارتقاء می‌دهد و همچنین در نقش منبع اطلاعاتی در این خصوص برای والدین آن‌ها عمل می‌کند. انجمن دندانپزشکی کودکان آمریکا (AAPD) و انجمن پزشک کودکان آمریکا (AAP) توصیه می‌کنند که ملاقات با دندانپزشک باید هر شش ماه، پس از اولین رویش دندان در کودکان یا یک سال پس از تولد کودکان، صورت بگیرد؛ زیرا با معاینهٔ مرتب و تشخیص به موقع بیماری‌های دندان، می‌توان پوسیدگی دندان بچه‌ها را در همان مراحل اول رفع کرد.
در حال حاضر معاینه و معالجه کودکان در مطب دندان پزشکی دیجیتال بسیار مناسب می‌باشد. در این مراکز به دلیل استفاده از دستگاه‌های دیجیتال و لیزر جهت درمان بیماری‌های دهان و دندان کودکان، درمان کاملاً بدون درد و عوارض می‌باشد.
تشخیص به موقع بیماری‌های دهان برای سلامت دهان و دندان و عادت‌های تغذیه‌ای کودکان در آینده نقش مهمی دارد. در این راستا، برنامه‌های آموزشی برای والدین در خصوص مسواک زدن، نخ دندان و فلوئورید، اطلاعاتی راجع به انگشتان و عادت‌های جویدن پستانک در کودک، مشاورهٔ تغذیه و سایر اطلاعات در خصوص رشد کودک، داده می‌شود. از سنین دبستان استفاده از دهانشویهٔ حاوی فلوراید در تکمیل رشد دندانهای دایمی نقش بسزایی دارد.

## درمان‌های رایج در دندانپزشکی کودکان

### عصب کشی برای دندان شیری
اجزای دندان‌های شیری دقیقاً مانند دندان‌های دائمی است. چنانچه پوسیدگی یک دندان شیری زود ترمیم نشود باعث عفونت و درد می‌شود و در برخی از مواقع این عفونت از سوراخ انتهای ریشه خارج و به لثه و استخوان اطراف دندان سرایت می‌کند. درمان عصب کشی برای دندان‌های شیری یکی از اقدامات تخصصی محسوب می‌شود که بایستی زیر نظر متخصص دندانپزشکی اطفال صورت گیرد

### روکش دندان‌های شیری
برخی از دندان‌های شیری به دلیل پوسیدگی وسیع و چند سطحی به درمان پالپ یا عصب‌کشی نیاز پیدا می‌کنند. در این حالت ترمیم خوب و باکیفیت دندان برای طولانی مدت وجود ندارد، بنابراین بهتر است بعد از انجام درمان پالپ، تاج دندان را با روکش بازسازی کرد.
روکش‌ها به شکل پیش‌ساخته و به صورت فلزی موجود است. دوام و ماندگاری این روکش‌ها بالاست از شکستن بعدی دندان جلوگیری و جلوی پوسیدگی‌های بعدی را می‌گیرد.

## پیشگیری از پوسیدگی‌های دندانی

### تعدیل در رژیم غذایی
به این صورت که تعداد دفعات دریافت مواد قندی بسیار مهم‌تر از حجم دریافت است و خوردن میان‌وعده‌های سبک و صنعتی زمینهٔ پوسیدگی را بیشتر فراهم می‌کند. خوردن نوشابه‌ها علاوه بر پوسیدگی زا بودن ساینده هم هستند.

### فلوراید
فلورایدها به صورت دهانشویه، خمیردندان، ژل، وارنیش، آب آشامیدنی حاوی فلورایداست و اثر موضعی روی مینای دندان و استحکام بافت مینا دارد. و ترمیم یا دوباره معدنی شدن مینا را در مراحل اولیهٔ پوسیدگی منجر می‌شود.
عمل فلوراید تراپی یعنی کاربرد موضعی فلوراید به صورت دوره ای برای دندان‌های کودکان، به منظور افزایش مقاومت دندان‌ها در برابر پوسیده شدن می‌باشد. در روش فلورایدتراپی دندانپزشک ابتدا دندان‌ها را با برس و خمیر مخصوص تمیز می‌نماید و سپس فلوراید به صورت ژل یا وارنیش روی دندان‌ها قرار داده می‌شود. بعد از آنکه ژل بر روی دندان مالیده شد، کودک باید چند بار آب دهان خود را خالی کند ولی دهان نباید شسته شود و تا نیم ساعت بعد هم کودک نمی‌تواند چیزی بخورد یا بیاشامد.

### فیشور سیلانت‌ها
شیارهای دندان به خصوص در دندانهای تازه رویش یافته مستعد پوسیدگی هستند و موثرترین راه پیشگیری برای این موارد استفاده از فیشور سیلانت است.

### حذف پلاک دندانی
حذف پلاک دندانی از روی دندان به کمک مسواک و نخ دندان از دیگر راهکارهای پیشگیری از پوسیدگی دندان است.

### فضا نگهدار دندان کودک
هنگامی که دندان کودک می‌افتد یا کنده می‌شود، دندانهای دو طرف فضای خالی دندان شروع به حرکت به سمت فضای خالی و به سمت یکدیگر می‌کنند تا جای خالی را پر کنند. فضا نگهدار دندان کودک یا اسپیسر (spacer) مانع حرکت دندانهای مجاور (و گاهی دندان مقابل) به سمت فضای خالی می‌شود بنابراین جا را برای رشد دندان دایمی حفظ می‌کند.

## ناهنجاری‌های دندانی
تشخیص و درمان ناهنجاری‌های دندانی از مسائل مهم دندانپزشکی کودکان است. چراکه در بعضی موارد بیانگر اختلالات ژنتیکی است و نیاز به مشاوره ژنتیکی دارد. ناهنجاری‌های دندانی که شامل ناهنجاری در فرم دندان، تعداد دندان، تمایز بافتی و تمایز شکلی است و ناهنجاری در روند رویش و تکامل ریشه است.
کودکان دارای مشکلات پزشکی
نقش دندانپزشکی در کودکان با مشکلاتی نظیر بیماریهای مادرزادی قلبی، اختلالات خونی نظیر هموفیلی، تالاسمی، نقص ایمنی و بیماری‌های دهانی مرتبط با عفونت HIV، بیماری کلیوی، بیماری نقص کبد، پیوند اعضا، اختلالات تیروئیدو پاراتیروئید، بیماریهای تنفسی و بیماری‌های عصبی، عیوب بینایی، عیوب شنوایی، کودکان با ناتوانی‌های عملکردی و اختلالات ژنتیکی و سرطان کودکان حائز اهمیت است. و نیاز به مراقبت‌های خاص و توجه ویژهٔ دندانپزشکی دارد.
پوسیدگی دندان شایع‌ترین بیماری کودکان مربوط به دهان و دندان است.
مراقبت از دندان کودک امری خیلی مهم است، که تأثیر زیادی در اعتماد به نفس کودک و مهم‌تر از آن سلامتی کودک دارد. ‏پوسیدگی و خرابی دندان یک بیماری شایع و مضر برای سلامت دندان‌های کودک است و در صورت عدم درمان پوسیدگی، می‌تواند تا جایی پیش رود که باعث از بین رفتن دندان‌های کودک شود و تأثیر جبران ناپذیری بر سلامت عمومی کودک داشته باشد. اکثر والدین معتقد هستند چون دندان‌های شیری موقتی هستند، اهمیت زیادی ندارد، ولی این تفکر نا به جا، سلامتی خیلی از کودکان را تحت تأثیر قرار می‌دهد، طبق داده‌های ارائه شده توسط CDC، بیش از ۴۲٪ کودکان بین ۲ تا ۱۱ سال دارای حفره در دندان‌های خود هستند.
میزان گزارش‌های مربوط به وجود حفره در دندان‌های کودکان ۵ برابر بیشتر از آسم و ۲۰ برابر بیشتر از بیماری دیابت است.